# Шумисола
Шумисола (мар. Шумли) — деревня в Советском районе Республики Марий Эл. Входит в состав Ронгинского сельского поселения.

## География
Находится в центральной части республики Марий Эл на расстоянии приблизительно 2 км по прямой на юго-восток от районного центра посёлка Советский.

## История
Известна с 1915 года как деревня из 30 дворов. Перед войной было 43 дома, в 2002 осталось лишь 12 жилых домов, в них проживают в основном приезжие, пожилые люди и дачники. В советское время работал колхоз «Броневик».

## Население
Население составляло 28 человек (мари 96 %) в 2002 году, 26 в 2010.